# Werner Koch (informaticien)
Pour les articles homonymes, voir Werner Koch et Koch.
Werner Koch est un hacker allemand né à Düsseldorf le 11 juillet 1961.
Développeur de logiciel, il est notamment connu pour avoir développé, dans le cadre du projet GNU, le logiciel de cryptographie GnuPG. Il est également l'auteur de la bibliothèque logicielle Libgcrypt. Militant pour le logiciel libre, il cofonde à ce titre la FSF Europe où il fait toujours partie du comité exécutif de la fondation.

## Biographie
Après des études d'électricien, il commence à travailler en 1985 dans la programmation informatique, et étudie à la FH Dortmund (de). Il travaille ensuite plusieurs années à Düsseldorf pour un éditeur de logiciels. En 1991, il s'installe en tant que consultant et développeur indépendant. En 2001, il crée l'entreprise de sécurité informatique g10Code consulting.
Il réalise la première version de GnuPG le 7 septembre 1999.
Il siège au bureau du groupe d'utilisateurs Unix d'Allemagne (German Unix User Group).